# 시어도어 슐츠
시어도어 윌리엄 슐츠(Theodore Willam Schultz, 1902년 4월 30일 ~ 1998년 2월 26일)는 미국의 농업경제학자이다. 교육의 경제학, 특히 교육투자론을 주창하였다. 교육자본에 그 수익률을 곱함으로써 경제발전에 대한 교육의 기여율을 계산하는 '슐츠방식'으로 유명하다.